# 不連続線型写像
数学において、線型写像は線型空間の「単に」代数構造を保つ写像の重要なクラスを成し、またより一般の写像を近似するのにも用いられる（一次近似）。空間に位相も入れて（つまり、位相線型空間を）考えるならば、全ての線型写像は果たして連続であるか、という問いを考えることに意味が生まれる。そして、無限次元位相線型空間（例えば無限次元ノルム空間）上で定義される線型写像を考えるとき、この問いの答えは一般には否であって、不連続線型写像（ふれんぞくせんけいしゃぞう、英: discontinuous linear function）が存在するのである。定義域が完備ならば、不連続線型写像の存在が証明できるが、それには選択公理を必要とするため、証明から明示的な例を得ることはできない。

## 有限次元線型写像の連続性
X, Y がノルム空間で f が X から Y への線型写像とする。X が有限次元のとき、X の単位ベクトルからなる基底 (e1, e2, …, en) を取ることができて、このとき
{\displaystyle f(x)=\sum _{i=1}^{n}x_{i}f(e_{i})}
と表すことができるから、三角不等式により 
{\displaystyle \|f(x)\|=\left\|\sum _{i=1}^{n}x_{i}f(e_{i})\right\|\leq \sum _{i=1}^{n}|x_{i}|\|f(e_{i})\|}
を得る。ここで 
{\displaystyle M=\sup _{i}\{\|f(e_{i})\|\}}
とおき、適当な C > 0 を取って
{\displaystyle \sum _{i=1}^{n}|x_{i}|\leq C\|x\|}
とできるという事実（これは有限次元空間上のどの二つのノルムも互いに同値であるという事実から従う）を用いると
{\displaystyle \|f(x)\|\leq \left(\sum _{i=1}^{n}|x_{i}|\right)M\leq CM\|x\|}
となるから、つまり f は有界線型作用素、従って連続である。
X が無限次元のときには、この証明は上限 M の存在を保証できずに破綻する。また、Y が零ベクトル空間 {0} ならば X から Y への線型写像は零値写像しかなく、これは自明に連続となる。これら以外の全ての場合において、つまり X が無限次元かつ Y が零ベクトル空間でないとき、X から Y への不連続線型写像を考えることができる。

## 具体例
完備でない空間においては不連続線型写像の例を構成するのは容易である。線型独立なベクトルからなるコーシー列で極限を持たないものを任意に取れば、線型作用素は際限なく増加することができる。これはつまり、空間に「穴」があるから線型作用素が連続でないという意味である。
例えば、X として区間 [0, 1] 上の滑らかな実数値函数全体の成す空間に一様ノルム
{\displaystyle \|f\|=\sup _{x\in [0,1]}|f(x)|}
を入れたものを考えると、「一点において微分する」写像
{\displaystyle T(f)=f'(0)}
は X 上で定義される実数値函数で、線型になるが、連続でない。実際、函数列 
{\displaystyle f_{n}(x)={\frac {\sin(n^{2}x)}{n}}}
を考えると、この列は一様に零写像に収斂するが、n → ∞ の極限で
{\displaystyle T(f_{n})={\frac {n^{2}\cos(n^{2}\cdot 0)}{n}}=n\to \infty }
となり、これは件の写像が連続ならば満たさねばならない T(fn) → T(0) = 0 に反する。ここで、T が実数値であり、それ故実際には X 上の線型汎函数（つまり代数的双対空間 X∗ の元）であることに注意。各函数にその導函数を割り当てる線型写像 X → X も同様に不連続である。これは連続でないけれども、閉作用素にはなることに注意。
この例において定義域が完備でないという事実が重要である。完備空間上の不連続作用素を得るにはもう少し準備が必要である。

## 非構成的な例
実数全体 R を有理数体 Q 上のベクトル空間と見たときの代数基底はハメル基底として知られる（文献によってはもっと広く、ベクトル空間の任意の代数基底の意味で「ハメル基底」の語を用いるものもあるが）。通約不能な任意の二数は線型独立であることに注意する。例えば 1 と π などはそうで、これらを含むハメル基底を構成することができる。さらに R から R への写像 f で f(π) = 0 かつそれ以外の基底ベクトルの上には恒等的に作用するようなものを定め、これを R 全体にまで線型に拡張する。ここで、π に収斂する任意の有理数列 {rn}n を取れば、limn f(rn) = π だが f(π) = 0 となる。即ち、作り方から、f は Q-線型（R-線型ではない）となるが、連続でない。f は可測ですらないことに注意（加法的な実函数が線型となることと可測であることとは同値、ゆえに任意の非線型実函数に対してヴィタリ集合が存在する）。この f の構成法は選択公理に依っている（ハメル基底の存在を示すのにツォルンの補題が要る）。
この例は任意の無限次元ノルム空間上の（終域が自明でない）不連続線型写像の存在についての一般定理に拡張することができる。

## 一般の存在定理
より一般に、空間が完備である場合も含めて、不連続線型写像の存在を証明することができる。K は実数体 R または複素数体 C であるものとして、X, Y を体 K 上のノルム空間で、X は無限次元、Y は零ベクトル空間でないと仮定する。ここで、X から K への不連続線型写像 f が求まれば、Y の勝手な非零元 y0 に対して g(x) = f(x)y0 と置くことで、X から Y への不連続線型写像 g の存在が言える。
そこで、無限次元空間 X に対して連続でない線型汎函数の存在を、非有界な f を様々構成することによって示す。そういうわけで、X の線型独立なベクトルからなる列 (en)n (n ≥ 1) を考え、各 n = 1, 2, … に対して
{\displaystyle T(e_{n})=n\|e_{n}\|}
と定める。この線型独立なベクトルからなる列を延長して X の基底を得、上記の元以外の基底ベクトルにおける T の値を零と定めて、T を X 上の線型写像に一意的に拡張することができる。得られた線型写像は明らかに有界でないから、これは連続でない。
ここで、任意の線型独立系を基底に延長することができるという事実を用いたから、そこに暗黙の裡に選択公理が使われていることに注意すべきである（前掲の具体例では選択公理を必要としない）。

## 選択公理に関して
既に注意した通り、一般の不連続線型写像の存在定理には選択公理 (AC) が用いられる。実は完備な定義域（例えばバナッハ空間）を持つ不連続線型写像の構成的な例というものは存在しないのである。解析学において、職業数学者がふつう実用にする限りは、選択公理は（ZFC集合論の公理の一つとして）常に仮定されている。従って、解析学者は任意の無限次元位相線型空間に不連続線型写像を認めることができる。
一方、1970年にロバート・ソロヴェイは、実数からなる任意の集合が可測となるような集合論のモデルを示した。従って、このモデルにおいて不連続線型実函数は存在しないことになる。このモデルは明らかに選択公理を満足しない。
ソロヴェイの結果は、任意の無限次元線型空間が不連続線型写像を許すこと仮定することは必要条件でないことを示すものであり、より構成主義者の観点に沿った解析学というものが展開し得る。例えば、アンリ・ジョルジュ・ガルニールは、所謂「夢の空間」（"dream spaces", その上で定義されるノルム空間に値を取る任意の線型写像が連続となる位相線型空間）の探索において、ZF+DC+BP（従属選択公理は弱い形の選択公理であり、ベールの性質は強い選択公理の否定である）がガルニール-ライトの閉グラフ定理を証明する公理系として採用している。この閉グラフ定理は、（他にもいろいろあるが）F-空間から位相線型空間への任意の線型写像が連続となることを述べるものである。もっと強烈な構成主義では、（適当な枠組みにおいて解釈すると）任意の写像が連続となることを主張するCeĭtinの定理がある。こういった立場を取る職業数学者は極めて少数派である。
選択公理を持たない集合論では不連続線型写像が存在しなくても矛盾は起こらないのだから、結論としては選択公理の必要性を取り除くことは可能でないということになる。系として、至る所導函数が定義できないような不連続作用素が構成可能である。

## 不連続な閉作用素
自然に生じる線型不連続作用素が閉作用素となることは多く、そのような作用素のクラスは連続作用素のクラスと様々な特徴を共有している。連続性についての問いと同様、与えられた空間上の任意の線型作用素が閉であるかと考えることは意味を成す。閉グラフ定理は完備な定義域上の至る所定義された閉作用素が連続であることを保証するから、不連続閉作用素を考える文脈では至る所定義されるのではない作用素を許さねばならない。至る所定義されたものでない作用素の中でも、密に定義された作用素を考えて一般性を失わない。
さて、T は定義域 Dom(T) を持つ（偏）写像 X → Y とし、至る所定義されたものでない作用素 T のグラフ Γ(T) は閉包 Γ(T) と異なってもよいものとする。グラフの閉包がそれ自身別の作用素 T のグラフとなっているとき、T は可閉 (closable) であると言い、作用素 T は T の閉包であると言う。
そうすると、正しい問いは「密定義作用素は必ず可閉であるか否か」であるということになる。答えは「必要条件ではない」である。つまり、任意の無限次元ノルム空間が、非可閉線型作用素の存在を許す。証明には選択公理を要するので、一般には非構成的である（今の場合でも、X が完備でないものとすれば、構成的な例は存在する）。
実は、閉包が X × Y 全体になるようなグラフを持つ線型作用素の例を与えることができる。そのような作用素は可閉でない。X を閉区間 [0, 1] から R への多項式函数全体の成す空間とし、Y を区間 [2, 3] から R への多項式函数全体の成す空間とする。これらはそれぞれ C([0,1]) および C([2,3]) の部分空間であり、従ってノルム空間となる。作用素 T は、多項式函数 x ↦ p(x) を [0, 1] 上で定義されるものから、同じ式で [2, 3] 上定義されたものへ写すものとする。ストーン-ヴァイエルシュトラスの定理の帰結として、この作用素 T のグラフは X × Y で稠密であり、極大不連続線型写像の一種を与える（至る所不連続な函数を参照）。ここで X は完備でなく、このような構成可能写像が存在する場合を考えなければならないことに注意。

## 双対空間への影響
位相線型空間の双対空間とは、その空間から基礎体への連続線型写像全体の成す集合である。従って、無限次元ノルム空間に対してある種の線型写像が連続にならないということは、代数的な双対空間とその真の部分集合を成す連続的双対空間とを区別する必要があることを含意する。これは無限次元空間の解析学を行うのには有限次元空間の場合と比べて余計に注意が必要であることを如実に表すものになっている。

## ノルム空間以外での不連続性
ノルム空間上の不連続線型写像の存在性についての論法は、任意の距離化可能位相線型空間、特に任意のフレシェ空間に対して一般化することができるが、任意の汎函数が連続となる無限次元局所凸位相線型空間というものが存在する。他方、任意の局所凸空間に適用できるハーン-バナッハの定理は、多くの連続線型汎函数が存在して、双対空間が十分に大きいことを保証する。実は、任意の凸集合に対し、そのミンコフスキー汎函数は連続線型汎函数に対応する。
結論として、凸集合が少ない空間は汎函数も少なく、最悪の場合には零汎函数以外に汎函数を全く持たないこともあり得る。0 < p < 1 に対する Lp-空間 Lp(R, dx) の場合がそうで、この空間は非凸である。ここでは実数直線上のルベーグ測度 dx を考えていることに注意せよ、そうでない場合に 0 < p < 1 なる Lp-空間が非自明な双対空間を持つことがある。
もう一つの同様の例として、単位区間上の実数値可測函数全体の成す空間に準ノルム
{\displaystyle \|f\|=\int _{I}{\frac {|f(x)|}{1+|f(x)|}}dx}
を与えたものは、自明な双対空間を持つ非局所凸空間である。
もっと一般の空間を想定することもできる。例えば、完備可分距離位相群の間の準同型写像の存在性は非構成的に示すことができる。